# Destillerie Eicker und Callen
Die Destillerie Eicker und Callen (vollständige Firma: Destillerie Eicker und Callen Peter Meinken e.K.) ist eine Brennerei im Herner Stadtteil Wanne. Mit ihrer ersten Erwähnung um 1700  gehört sie zu den ältesten noch verbliebenen Brennereien in Westfalen.

## Geschichte

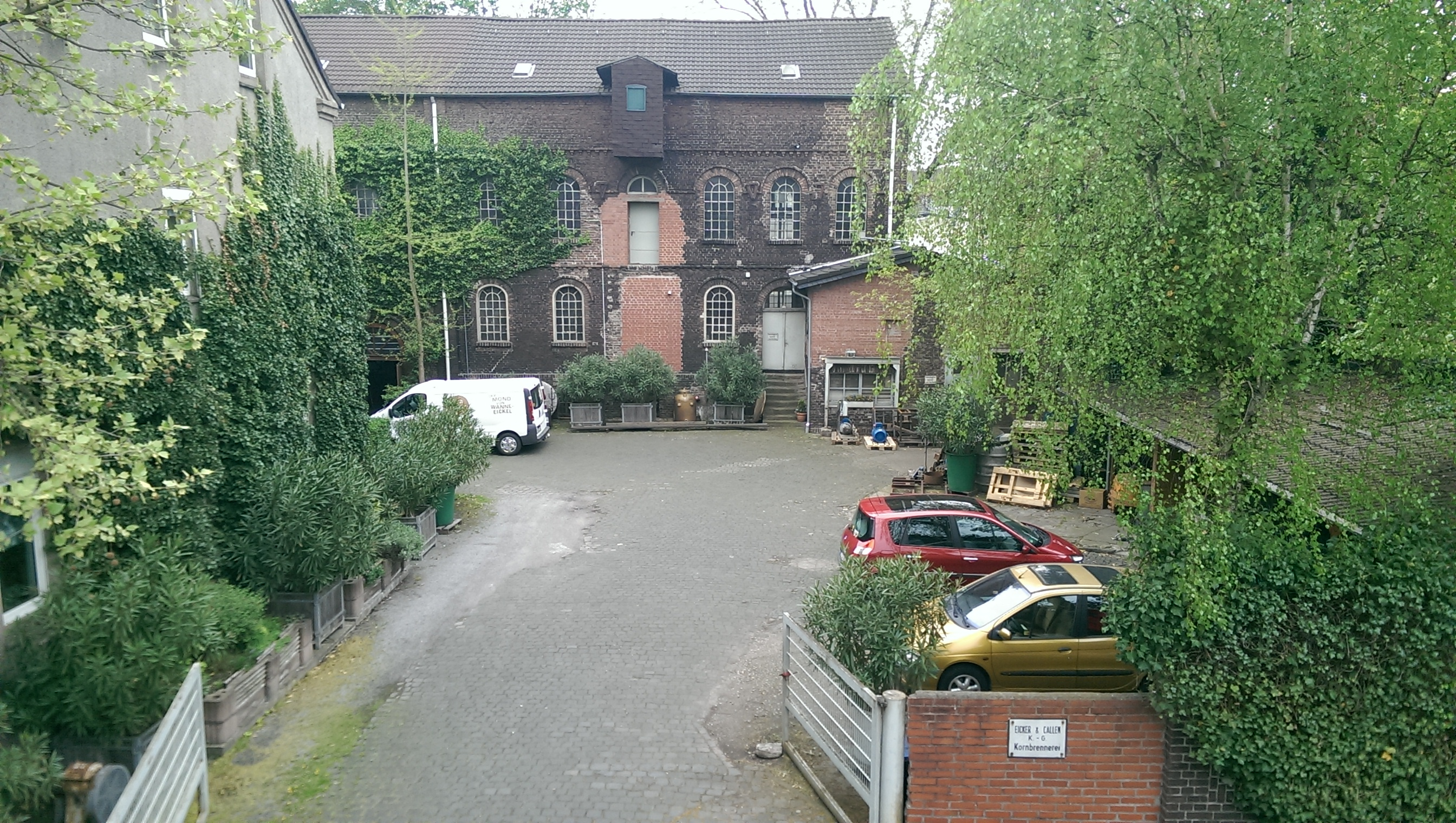
Die Brennerei mit Hausgeschäft

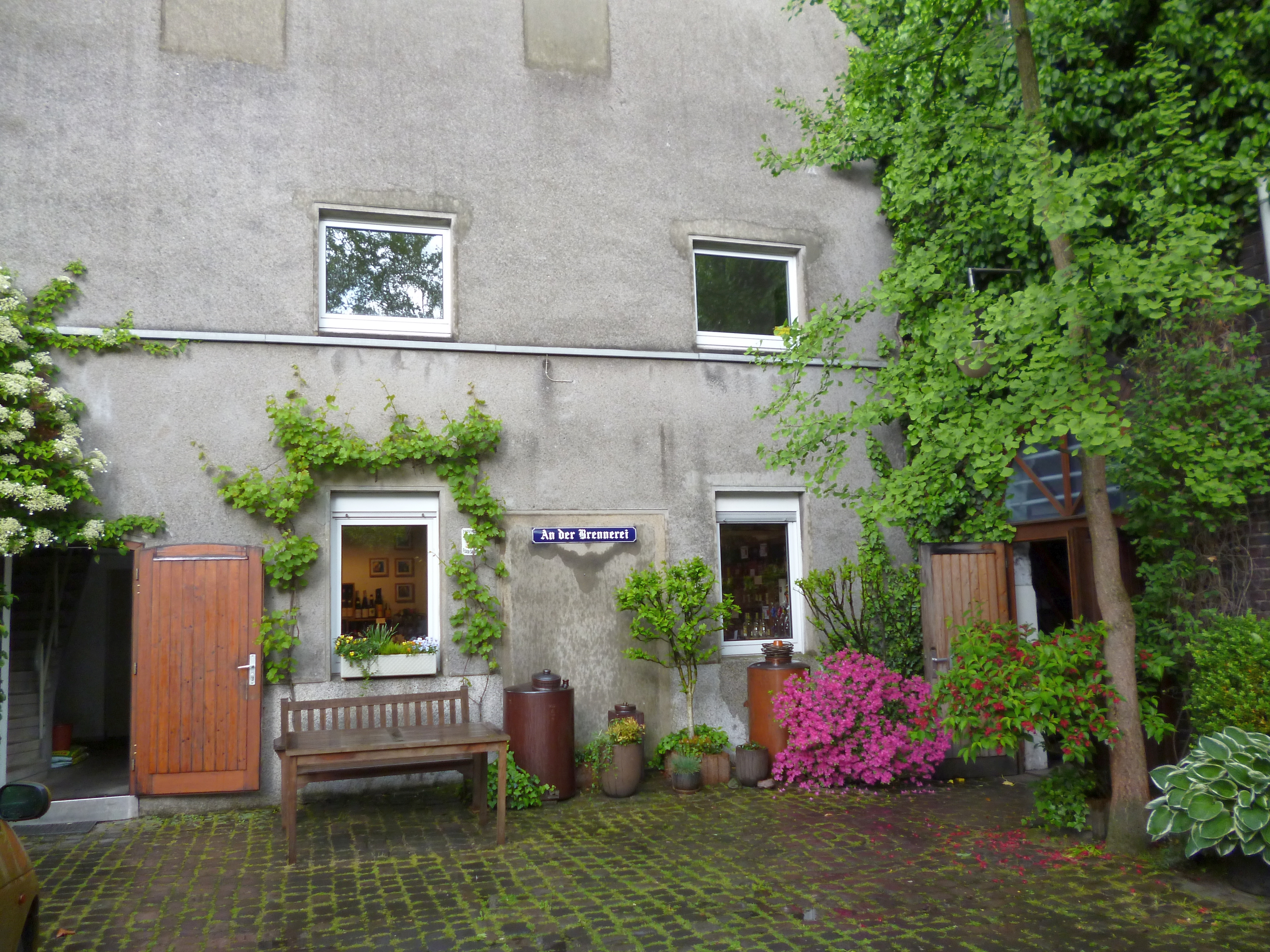
Eingang Hausgeschäft

In der Chronik der Familie Callen wird bereits um 1700 von einem „Branntwynbrenner“ berichtet. Auf einem gepachteten Gelände des Bauern Storp stand das Gründungsgebäude an der ehemaligen Auguststraße in Wanne-Süd. Hier wurde seit Anfang des 19. Jahrhunderts Korn gebrannt. Das Gelände wurde später von seinem Eigentümer für den Bau des Hauptbahnhofs verkauft. Die Brennerei siedelte 1889 daher in die ehemalige Blücherstraße (danach umbenannt in Am Bahndamm 6), heute Heitkampsfeld um. Mit der Umsiedlung gründeten der Brennmeister Wilhelm Conrad Callen und der Kaufmann Hermann Eicker am 29. August 1889, wenige hundert Meter vom ehemaligen Gründungsgebäude entfernt, die Kornbrennerei Eicker & Callen. An gleicher Stelle hatte es bereits eine Hofbrennerei des Bauern Johann Knipping gegeben. Der Firmenmitbegründer Eicker schied nach dem Ersten Weltkrieg aus dem Unternehmen aus. Die Brennerei hatte unter dem Gründungsnamen bereits eine lokale Bekanntheit erreicht, daher wurde der Name der Brennerei beibehalten. Nach dem Tod von Wilhelm Conrad Callen 1926 übernahmen zwei seiner Kinder, Elisabeth und Josef, die Leitung des Betriebs, der ab 1985 von dem Brennmeister Thomas Callen und seiner Schwester Jutta Callen-Kolodziej geführt wurde. Seit Anfang 2015 wird die Brennerei unter dem Namen Destillerie Eicker & Callen von Peter Meinken geleitet.

## Produktion

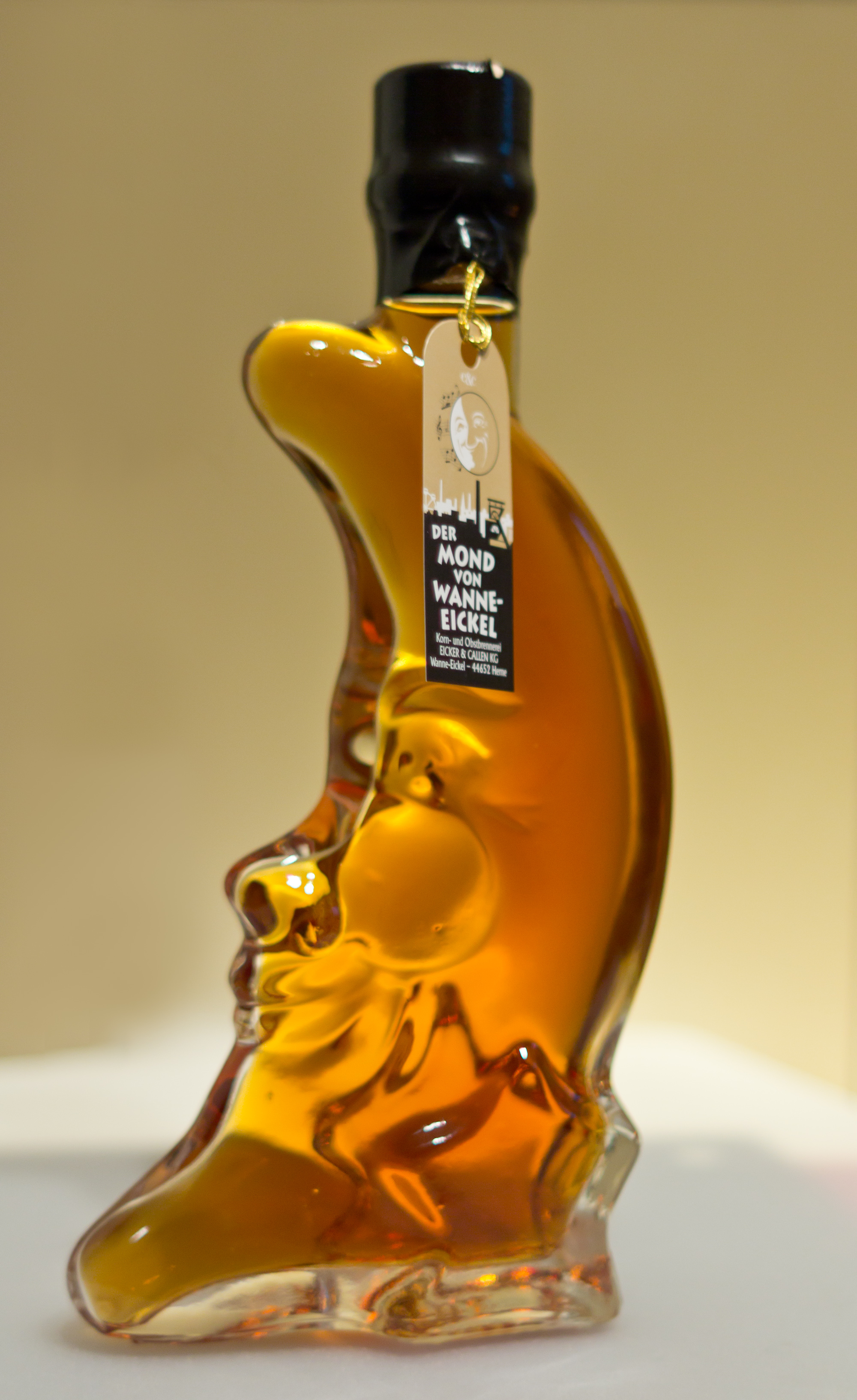
Likör Mond von Wanne-Eickel

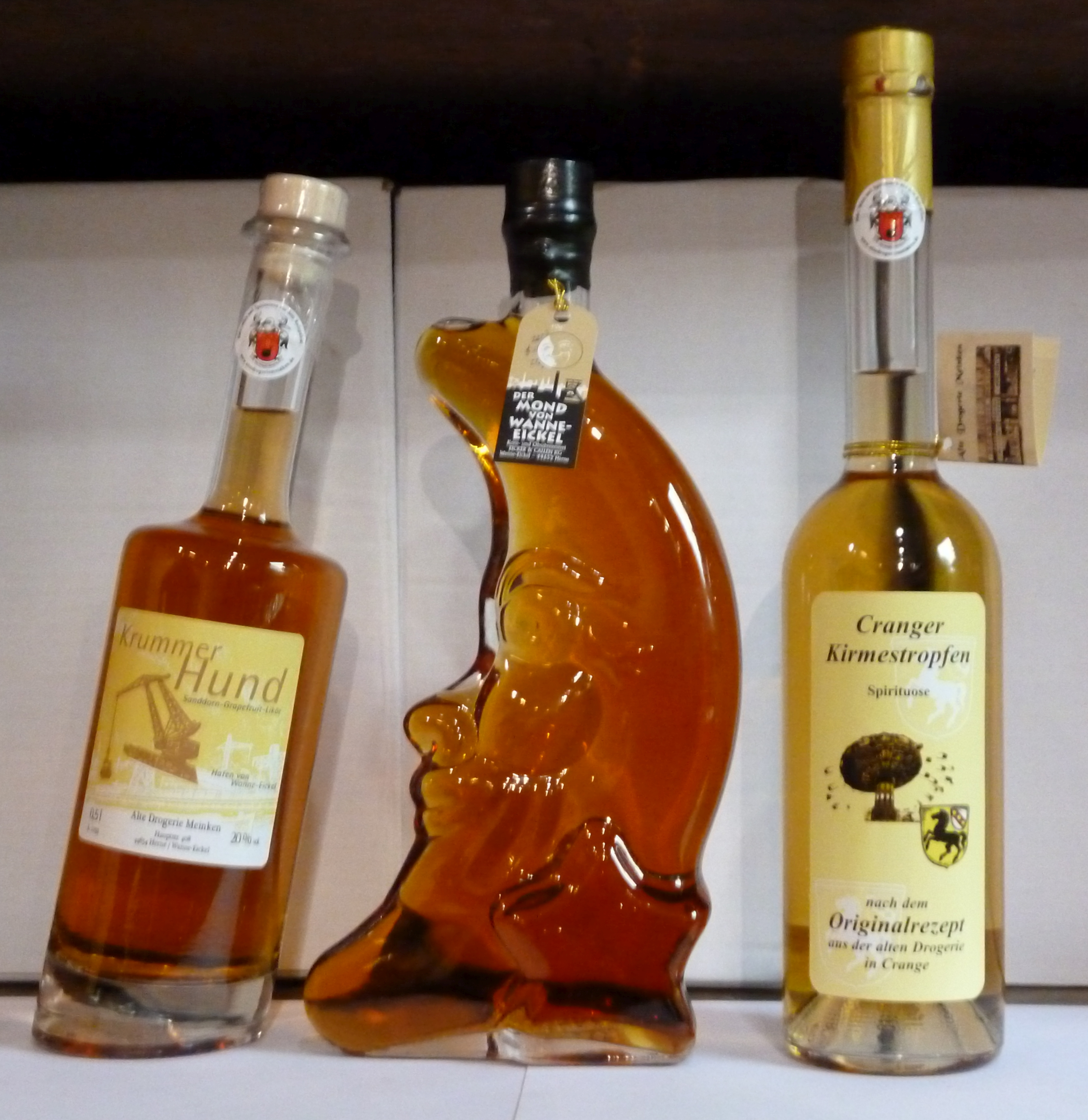
Verschiedene Liköre

Die Kornbrände werden aus Weizen oder Roggenmalz, Hefe und Wasser hergestellt, dreifach destilliert und barrique in Holzfässern ausgebaut. Das Getreide wird von Bauern und Genossenschaften der Umgebung bezogen.
Die Obstbrände wurden anfangs aus Früchten von Bäumen auf dem Gelände der Heitkamp Bauholding hergestellt. Heute werden diese überwiegend über den Naturschutzbund Deutschland bezogen. 
Bekanntestes Produkt ist der Likör Mond von Wanne-Eickel, ein Likör auf Weizenbasis mit Apfel- und Birnensaft, der etwa seit den 1960er Jahren hergestellt wird.
Die Produkte der Brennerei gelten als lokale Spezialitäten und Kultgegenstände der ehemals eigenständigen Stadt Wanne-Eickel. Die Namen der Liköre verweisen auf die Stadtgeschichte oder lokale Begebenheiten und Orte, wie etwa Der Mond von Wanne-Eickel, Krummer Hund, Cranger Kirmestropfen oder Drei-Männer-Eck. Der Likör sowie weitere Souvenirartikel sind im gesamten Ruhrgebiet als Kultprodukte bekannt.  
Die Produkte von Eicker & Callen sind nur in einigen Geschäften, die Kultgegenstände von Wanne-Eickel vertreiben, dem Hausgeschäft und im Versandhandel zu erwerben.

## Belege
1. ↑  Geschichte des Unternehmens
2. 1 2  Chronik der Stadt Wanne-Eickel
3. ↑  WAZ: Nicht Asbach, aber uralt. 120 Jahre Kornbrennerei Eicker & Callen (Memento vom 24. September 2015 im Internet Archive), vom 28. August 2009
4. ↑   Webseite der Alten Drogerie Meinken: Kornbrennerei Eicker & Callen. Abgerufen am 14. August 2020
5. 1 2  Wolfgang Berke: Das Buch zur Stadt Wanne-Eickel. Mythen, Kult, Rekorde: Eine Zeitreise durchs Herz des Ruhrgebiets, Klartext Verlag, 5. Auflage, Essen 2007, ISBN 978-3-89861-122-0, S. 62 und S. 67.

Koordinaten: 51° 31′ 35,9″ N, 7° 9′ 46,5″ O